# 寺田文行
寺田 文行（てらだ ふみゆき（ぶんこう）、1927年1月5日 - 2016年3月3日）は、日本の数学者。早稲田大学名誉教授。静岡県出身。

## 略歴
東北帝国大学理学部数学科卒業。28歳で博士号を取得し、東北大学教養部助教授になる。1965年に早稲田大学理工学部数学科の教授に就任。数学科の主任も務めた。1991年、早稲田大学理工学部情報学科の設置に伴い情報学科の教授に就任。その傍ら代々木ゼミナール、C.A.P.特訓予備校（現・C.A.P.予備校 宮城県仙台市）などにも出講した。また、大学受験ラジオ講座講師も務めた。専門の数学書の他にも大学受験生向けの参考書「鉄則シリーズ」や、問題集を著した。

## 業績
寺田の単項化定理を証明した。

## 関連人物
- 足立恒雄
- 松居辰則